# Любовь зла…
«Любо́вь зла…» — российский художественный комедийный фильм 1999 года. Рабочее название — «Скотина».
Премьера состоялась 26 сентября 1999 года на телеканале «Наше кино».

## Сюжет
Костя Семёнов и Вероника, увлекающаяся эзотерикой и свято верящая в переселение душ, любят друг друга. Поддавшись на уговоры отвергнутого ею поклонника Корабельникова, девушка решается проверить своего жениха на верность и приводит в свою спальню корову с запиской на роге: «…ты много раз говорил, что для тебя суть важнее формы. Ведь это всё равно я, твоя Вероника». Наступает важный день в их жизни — знакомство невесты с родителями жениха. Придя домой к Веронике, Семёнов обнаруживает вместо неё корову, которую он вынужден представить своим родителям. А тем временем за коровой, взятой Корабельниковым напрокат и оказавшейся заколдованной принцессой, начинается настоящая охота.

## В ролях
| Актёр                | Роль                                                          |
| -------------------- | ------------------------------------------------------------- |
| Иван Паршин          | Семёнов                                                       |
| Ольга Сидорова       | Вероника, невеста Семёнова                                    |
| Ирина Муравьёва      | мать Семёнова                                                 |
| Валентин Смирнитский | отец Семёнова                                                 |
| Лариса Удовиченко    | мать Корабельникова                                           |
| Максим Аверин        | Корабельников                                                 |
| Станислав Садальский | отец Корабельникова                                           |
| Виктор Сухоруков     | Чай-Наган / владелец скотобойни (озвучил Алексей Золотницкий) |
| Юрий Гальцев         | мясник                                                        |
| Анна Ковальчук       | принцесса из фильма                                           |
| Евгений Герчаков     | посол                                                         |
| Рафаэль Котанджян    | гуру                                                          |
| Леонид Марягин       | Аль-Магедон                                                   |

## Фестивали и награды
- 1999 — VIII Открытый фестиваль кино стран СНГ и Балтии «Киношок» — приз зрительского жюри[2].

## Съёмочная группа
- Автор сценария и режиссёр-постановщик Владимир Зайкин
- Оператор-постановщик: Юрий Райский
- Художник-постановщик: Владимир Донсков
- Композитор: Александр Иванов
- Звукооператор: Марина Нигматулина
- Комбинированные съёмки:
  - оператор: Владимир Васильев
- Постановщик трюков: Олег Корытин, Александр Филатов
- Продюсеры: Владимир Меньшов, Александр Литвинов

Текст песен и вокал: Алёна Свиридова